# إلين غليديتش
إلين غليديتش (بالبوكمول: Ellen Gleditsch) هي صيدلانية وكيميائية وبروفيسورة نرويجية، ولدت في 29 ديسمبر 1879 في ماندال في النرويج، وتوفيت في 5 يونيو 1968 في أوسلو في النرويج.